# Midlife: A Beginner's Guide to Blur
Albums de Blur
Think Tank
(2003)
Midlife: a beginner's guide to Blur est une compilation de titres du groupe anglais de rock Blur, sortie le 15 juin 2009. La sortie outre-Atlantique s'est faite le 28 juillet.

## Liste des titres[3]

### CD 1
1. Beetlebum
2. Girls & Boys
3. For tomorrow (Visit to Primrose Hill)
4. Coffee & TV
5. Out of Time
6. Blue Jeans
7. Song 2
8. Bugman
9. He Thought of Cars
10. Death of a Party
11. The Universal
12. Sing
13. This is a low

### CD 2
1. Tender
2. She's So High
3. Chemical World
4. Good Song
5. Parklife
6. Advert
7. Popscene
8. Stereotypes
9. Trimm trabb
10. Badhead
11. Strange news from another star
12. Battery in your leg